# 아레스 I
아레스 I(Ares I)은 취소된 미국의 우주발사체이다. 컨스텔레이션 계획의 일부로, 우주왕복선이 퇴역한 뒤 유인 우주 비행을 위해 오리온 우주선의 발사체로서 개발이 진행되었으나, 컨스텔레이션 계획이 취소되면서 아레스 I 역시 취소되었다. 오리온은 대신 SLS에 실려 발사되도록 변경되었다. 우주왕복선과 그 이전에서 사용된 구성품들을 최대한 활용하는 방식으로 개발되었으며 유인 지구 저궤도 탐사에 사용될 목적이었다. 유일하게 시행된 발사는 2009년 1단 시험을 목적으로 한 아레스 I-X 뿐이다.

## 역사
2004년 조지 W. 부시 미국 대통령이 우주 탐사 비전(Vision for Space Exploration)을 발표한 뒤, 미 항공우주국에서는 이러한 계획을 실행하기 위한 체계 연구인 탐사 체계 구조 연구(Exploration Systems Architecture Study)를 수행하였다. 이 연구에서 나중에 오리온으로 이름붙여질 CEV(Crew Exploration Vehicle)을 발사할 유인발사체와 달 탐사에 필요한 화물을 발사할 발사체 후보로 다양한 EELV 개량형과 셔틀 파생형을 비교한 결과 셔틀 파생형을 선정하였다. 당시 결정에 따르면 아레스 I은 1단으로 기존의 4개 세그먼트(segment)를 결합한 SRB를 사용하고 2단에는 SSME 1기를 사용할 예정이었다. 그러나 이는 나중에 5개 세그먼트를 사용하는 개량된 1단과 J-2X 1개를 사용하는 2단을 사용하기로 변경되었다. 이에 따라 1단의 제작사로는 얼라이언트 테크시스템즈가, 2단 엔진인 J-2X의 제작사로는 로켓다인이 선정되어 개발에 들어갔다. 보잉은 아레스 I의 2단 제작을 맡았다.
하지만 개발 과정에서 다양한 난항이 있었다. 개발에 필요한 예산은 일관성이 없었고 불충분해 개발 기간과 비용 상승을 불러왔다. 1단의 진동 문제로 대표되는 기술적 문제는 개발 도중에 발목을 잡았다. 초기운용능력 획득시기는 처음의 2012년에서 수 차례 연기를 반복한 끝에 의회에 약속했던 최대 기한인 2015년까지 연기되었으며, 연기한 뒤에도 일정은 계속해서 압박을 받았다. 결국 2010년 오바마 행정부에 의해 컨스텔레이션 계획이 취소되면서 아레스 I의 개발 역시 취소되었다. 아레스 I 대신 오리온을 발사할 새로운 발사체로 SLS가 2017년까지 개발될 예정이다.

## 설계
아레스 I은 총 2단으로 구성되어 있으며, 1단은 우주왕복선의 고체 부스터를 개량한 고체로켓을 사용하고 2단은 액체 수소와 액체 산소를 사용하는 액체로켓을 사용한다.

### 1단
아레스 I의 1단에 사용되는 고체 부스터는 우주왕복선에 사용되는 부스터를 개량한 것이다. 우주왕복선에 사용된 고체 부스터는 4개의 세그먼트(segment)를 결합하여 만드는데 비해 아레스 I의 1단에 사용되는 고체 부스터는 5개 세그먼트를 결합하여 사용하며, 이에 따라 보다 거대한 크기와 강한 추력을 낸다. 이에 따라 노즐 확대나 항공전자장비 개량과 같은 기타 개량 역시 이루어졌다. 또한 우주왕복선 고체 부스터와 마찬가지로 연소 이후에 분리되어 낙하산을 이용해 회수되어 재활용이 가능하다.

### 2단
아레스 I의 2단은 액체수소와 액체산소를 사용하는 J-2X 엔진에 의해 추진된다. 2단의 길이는 25.6 m, 직경은 5.5 m이고, 총 156 t 중 138 t이 추진체이고 나머지 17.5 t이 엔진과 추진체 탱크, 기타 질량이다. 알루미늄-리튬 합금으로 만들어지며 항공전자 시스템 역시 탑재된다. 탑재되는 J-2X 엔진은 새턴 V에 사용되었던 J-2 엔진을 개량한 것으로, 약 133 t의 진공추력에 448초의 비추력을 가진다.

## 같이 보기
- 컨스텔레이션 계획
- 오리온 (우주선)
- 아레스 V